# Primer Ejército (Japón)
El 1er Ejército japonés (第1軍 Dai-ichi gun?) era un cuerpo de ejército del Ejército Imperial Japonés. Fue creado y desmovilizado en tres ocasiones separadas.

## Historia

### Primera guerra sino-japonesa
El 1.er Ejército Japonés fue creado, inicialmente, durante la primera guerra sino-japonesa del 1 de septiembre de 1894 al 28 de mayo de 1895, bajo el mando del General Yamagata Aritomo. Participó en todas las mayores batallas de ese conflicto y fue desmovilizado al final de esta guerra.

### Guerra ruso-japonesa
Fue reorganizado para participar en la guerra ruso-japonesa del 2 de febrero de 1904 al 9 de diciembre de 1905, bajo el mando del General Kuroki Tamemoto. Estas fuerzas fueron las primeras en desembarcar en Corea y Manchuria y lucharon en la mayoría de las mayores campañas de la guerra; entre ellas, la batalla de Nanshan, la batalla de Te-li-Ssu, la batalla de Tashihchiao, la batalla del Río Sha-ho, la batalla de Liaoyang, la batalla de Sandepu, y la batalla de Mukden. Fue nuevamente desmovilizado al final de este conflicto.

### Segunda guerra sino-japonesa y Segunda Guerra Mundial
El 1.er Ejército Japonés fue nuevamente organizado en la segunda guerra sino-japonesa, el 26 de agosto de 1937 en Tianjin, China, como parte del Ejército Japonés de Guarnición de China. Con el propósito de proteger la colonia japonesa en Tianjin, sirvió como refuerzo del Ejército Japonés del Área Norte de China, de reciente creación tras el Incidente del Puente de Marco Polo, durante la segunda guerra sino-japonesa.
Bajo el mismo mando operacional, participó en varias campañas en el norte de China, incluyendo la batalla de Beiping-Tianjin, la Operación Ferrocarril Beiping–Hankou y la batalla de Taiyuan.
Iniciada la Segunda Guerra Mundial, siguió formando parte del Ejército Japonés de Guarnición de China hasta el final de la guerra.
Fue desmovilizado en Taiyuan, provincia de Shanxi, tras la rendición de Japón el 30 de septiembre de 1945.

## Lista de Mandos

### Comandantes en jefe
|   | Nombre                             | Del                     | Al                       |
| - | ---------------------------------- | ----------------------- | ------------------------ |
| 1 | Mariscal de Campo Yamagata Aritomo | 1 de septiembre de 1894 | 19 de diciembre de 1894  |
| 2 | Mariscal de Campo Nozu Michitsura  | 19 de diciembre de 1894 | 28 de mayo de 1895       |
| X | Desmovilizado                      | 28 de mayo de 1895      | 2 de febrero de 1904     |
| 3 | Mariscal de Campo Kuroki Tamemoto  | 2 de febrero de 1904    | 9 de diciembre de 1905   |
| X | Desmovilizado                      | 9 de diciembre de 1905  | 31 de agosto de 1937     |
| 4 | Teniente General Kiyoshi Katsuki   | 26 de agosto de 1937    | 30 de mayo de 1938       |
| 5 | General Yoshijiro Umezu            | 30 de mayo de 1938      | 7 de septiembre de 1939  |
| 6 | Teniente General Yoshio Shinozuka  | 7 de septiembre de 1939 | 20 de junio de 1941      |
| 7 | Teniente General Yoshio Iwamatsu   | 20 de junio de 1941     | 1 de agosto de 1942      |
| 8 | General Teiichi Yoshimoto          | 1 de agosto de 1942     | 22 de noviembre de 1944  |
| 9 | Teniente General Raishiro Sumida   | 22 de noviembre de 1944 | 30 de septiembre de 1945 |

### Jefes de Estado Mayor
|    | Nombre                              | Del                     | Al                      |
| -- | ----------------------------------- | ----------------------- | ----------------------- |
| 1  | Mayor General Ogawa Mataji          | 1 de septiembre de 1894 | 28 de mayo de 1895      |
| X  | Desmovilizado                       | 28 de mayo de 1895      | 2 de febrero de 1904    |
| 2  | Mayor General Fujii Shigeta         | 2 de febrero de 1904    | 9 de diciembre de 1905  |
| X  | Desmovilizado                       | 9 de diciembre de 1905  | 26 de agosto de 1937    |
| 3  | Mayor General Gun Hashimoto         | 26 de agosto de 1937    | 27 de enero de 1938     |
| 4  | Mayor General Shōjirō Iida          | 27 de enero de 1938     | 9 de noviembre de 1938  |
| 5  | Teniente General Senichi Kushibuchi | 9 de noviembre de 1938  | 9 de marzo de 1940      |
| 6  | Mayor General Ryukichi Tanaka       | 9 de marzo de 1940      | 2 de diciembre de 1940  |
| 7  | Mayor General Hideyoshi Kusuyama    | 2 de diciembre de 1940  | 1 de diciembre de 1941  |
| 8  | Teniente General Tadashi Hanaya     | 1 de diciembre de 1941  | 23 de octubre de 1943   |
| 9  | Mayor General Ichimaro Horike       | 23 de octubre de 1943   | 16 de diciembre de 1944 |
| 10 | Mayor General Michitake Yamaoka     | 16 de diciembre de 1944 | Septiembre de 1945      |